# 7.62 ITKK 31 VKT高射機槍
7.62 ITKK 31 VKT（又稱：7.62毫米VKT防空機槍）是一款由芬兰槍械工程師艾莫·拉赫蒂所設計、国家步枪工厂所生產的高射机枪，亦是二戰期間芬兰陆军所使用的主要防空機槍，發射7.62×53毫米R步枪子彈。
在1933年至1944年之間，国家步枪工厂共生產了507挻該武器，並且分為兩種版本，分別是7.62 ItKk/31 VKT和改進的7.62 ItKk/31-40 VKT。

## 背景
1920年代，芬蘭是一個年輕的國家，才剛脫離俄罗斯帝国獨立。由於曾經是俄羅斯的一部分，芬蘭軍隊的絕大部分武器都是由沙皇的俄軍舊裝備所組成，但防空武器卻不但少而且已經過時。由於步兵裝備的马克沁机枪並不足以勝任這一任務，因此作為改進防空裝備的嘗試的一部分，芬蘭決定為陸軍研發專屬的高射機槍。1930年—1934年的研發計劃要求使用125挺13.2毫米重機槍和125挺7.62毫米中型機槍。設計武器的任務交到了槍械工程師艾莫·拉赫蒂的手上。

## 7.62 ItKk/31 VKT
1931年，7.62毫米高射機槍的原型機得以完成，獲採用並且命名為7.62 ItKk 31（全寫：7,62 mm kaksoisilmatorjuntakonekivääri m 31，意為：7.62毫米雙聯高射機槍31型）。1933年，芬蘭軍隊向国家步枪工厂訂購了130挻機槍，並且於1934年6月22日向部隊發配了第一批機槍。1940年又生產了一小批共10挻機槍，使得總數達到140挻。
從技術上講，7.62 ItKk/31 VKT是馬克沁機槍的改進型，通過枪口助退器和250發可散式金属彈鏈（取代帆布製彈鏈）提高其射速。進行了這些修改以後，每挻機槍的武器射速為900發／分鐘。這款武器也是風冷式槍，而非水冷式的，其槍管罩筒與拉赫蒂-薩洛蘭塔M26轻机枪以上的槍管罩筒十分相似。兩邊的槍管端部都裝有錐狀消焰器。在雙聯高射機槍配置中，兩挻機槍並排連接，一對彈箱設在兩挻機槍的左右兩側，而設於下方的方箱則用於收納空彈殼和鏈鈎。兩挻機槍的右側都裝有拉機柄，而左側裝有緩沖弹簧。左手側機槍裝有經修改的供彈系統，可讓彈鏈從左向裝入機槍。
兩邊機槍都裝有自己的握把，這是在手槍握把和馬克沁機槍以上所使用、更常見的鏟狀握把之間的混合。每個握把都裝有一個以食指操作的扳機。支撐桿從武器的後部伸出來，在射手俯身時將武器對準目標。該武器用以架設於高達1350毫米的M/31圓錐狀槍架，雖然有效，但是笨重而且難以移動。其瞄準具是當代的典型環狀瞄準具，裝有一個橢圓形和兩個同心環的前瞄準具，而後瞄準具則是個被保護環所包圍的小釘子。在行動中，高射機槍的預定人力編組是六個人一組，分別是：指揮官、機槍手、兩名裝彈手和兩名彈藥管理員。設備包括用於搬運武器的運輸箱、備用槍管、鎖與彈簧、工具箱以及可用於存放十條備用彈鏈的木製運輸箱。

## 7.62 ItKk/31-40 VKT
1930年代，已經發現7.62 ItKk/31 VKT有一部份缺點。機槍的後座力往往會導致槍口在射擊過程中上揚，進而導致精度下降。在冬季战争期間，更發現了進一步的問題：槍架笨重而且纍贅，武器口徑不夠強力。由於沒有在原型階段以前進行國產的重型13.2毫米高射機槍的設計，導致最後一個問題就更加惡化。此後不久，該武器的進一步研發也就停止了。儘管口徑上的問題無法得以解決，但其他一些問題則可以解決，各種改進措施的測試從1939年夏天開始。
針對最嚴重的問題是槍口上揚，研發人員通過修改槍口制動器以將火藥燃氣只能向上引導來解決它，從而提供了抵消因後坐力造成槍口上揚的作用力。但是，還必須加強槍管和槍管罩筒以承受這種不對稱的力。另一個重要的改進是為該武器裝上新型的瞄準具。在後瞄準具和前瞄準具之間裝上了一根附加的矩形桿，前方環狀瞄準具就裝設在該矩形桿以上，以便根據飛機的估計速度來回滑動。同時重新設計了其環狀瞄準具，外環的射擊角度為60°，而內環則是30°。還採用新型的管狀三腳架槍架M/40，取代原來的圓錐狀槍架。隨後亦對三腳架進行了進一步的修改以減輕其重量。總括而言的修改為：
- 加重的槍管
- 右重的槍管罩筒，附有更多的圓形冷卻孔
- 圓錐形槍口制動器，具有開口，以將火藥燃氣向上引導
- 新型瞄準具
- 新型三腳架槍架

1941年3月17日，国家步枪工厂受芬蘭軍隊訂購了240挻該機槍，而他倆以後交付了82挻武器。但是，继续战争的爆發推遲了其生產；直到1943年，工厂才真正地開始其大量生產。總共生產了367種武器，其中大部分是在1944年生產的。有些機槍並無及時完工以參與戰爭。另外，一些原始型號在維修的過程當中，已針對新標準進行了修改。

## 服役歷史記錄
在第二次世界大战期間，7.62 ItKk/31 VKT和7.62 ItKk/31-40 VKT是芬蘭軍隊使用最多的高射機槍。它們被用於高射機槍连和排，後來又被用作高射炮台的近程防御武器。戰後，這些機槍一直用於訓練直到1960年代，以後又一直儲入倉庫直到1986年，這時它倆最終被淘汰。當這些機槍從庫存中移出來時還有467挻，其中41挻為原始的7.62 ItKk/31 VKT表面配置。當中一部分機槍提供給博物馆展示，其餘的都在1988年被報廢。

## 展示武器的博物館
- 維羅拉赫蒂的邦克博物館
- 米耶希凱萊的馬爾彭薩博物館
- 赫尔辛基的軍事博物館

## 資料來源
1. 1 2 3  Vehviläinen, Raimo; Lappi, Ahti; Palokangas, Markku, , Jyväskylä: Sotamuseo: 85–86, 2005, ISBN 952-91-8449-2
2. 1 2 3 4 5 6 7  Vehviläinen, Raimo; Lappi, Ahti; Palokangas, Markku, , Jyväskylä: Sotamuseo: 210–215, 2005, ISBN 952-91-8449-2
3. 1 2 3  ,   [2009-07-31], （原始内容存档于2014-11-29）

## 外部連結
- （英文）—FINNISH ARMY 1918 - 1945: ANTIAIRCRAFT MACHINEGUNS（页面存档备份，存于）